# Hiatushernie
Als Hiatushernie („Zwerchfellbruch“) wird ein krankhafter Durchtritt von Anteilen des Magens durch das Zwerchfell im Bereich des Schlitzes für den Durchtritt der Speiseröhre (Hiatus oesophageus) bezeichnet. Sie gehört zu den Zwerchfellhernien.

## Normallage
Anatomisch normal verläuft die Speiseröhre durch den Brustraum vom Rachen bis zum Zwerchfell (siehe Abbildung, Buchstabe A). Dort tritt der unterste Teil der Speiseröhre durch das Zwerchfell hindurch in den Bauchraum. Direkt unterhalb des Zwerchfells mündet die Speiseröhre in den Magen. An diesem Übergang liegt der sogenannte untere Ösophagussphinkter (UÖS), der ein Rücklaufen des Mageninhalts in die Speiseröhre verhindert. In der anatomischen Normalsituation wird dieser Verschlussmechanismus durch die Muskelspannung des Zwerchfelles unterstützt.

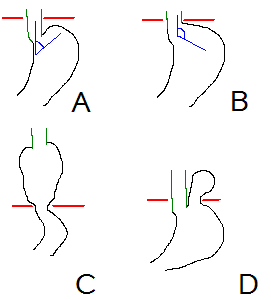
Hiatushernie.
Grün ist die Speiseröhre, rot das Zwerchfell, schwarz der Magen, blau der His-Winkel.
A ist anatomisch normal, B ist eine kardiofundale Fehlanlage, C ist eine axiale Hernie, D eine paraösophageale Hiatushernie

## Formen

### Kardiofundale Fehlanlage

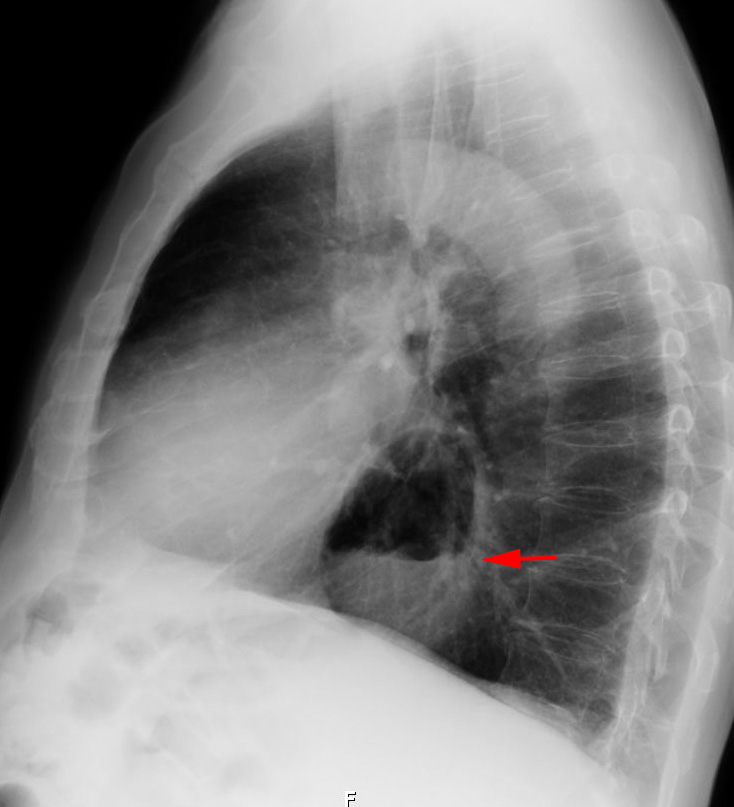
Hiatushernie im seitlichen Röntgenbild des Thorax, Pfeil auf Luft-Flüssigkeits-Spiegel im Magen

Es gibt verschiedene Varianten der Hiatushernie: Die kardiofundale Fehlanlage (siehe Abbildung, Buchstabe B) ist die leichteste Form und stellt einen häufigen Zufallsbefund bei Gastroskopien dar. Bei dieser Fehlbildung ist der Cardia-Bandapparat, der den Magen mit dem Zwerchfell verbindet, gelockert. Medizinisch-anatomisch ist die kardiofundale Fehlanlage durch einen stumpfen ösophagogastralen Winkel (= His’scher Winkel) gekennzeichnet (anders als bei der anatomischen Norm, bei der dieser Winkel spitz ist, siehe Abbildung). Klinisch bereitet dieser Zustand nur in den seltensten Fällen Beschwerden.

### Axiale Hernie
Die axiale Hernie (siehe Abbildung, Buchstabe C) – auch Gleitbruch genannt – ist mit 90 % die häufigste Form der Hiatushernie. Dabei tritt der oberste Anteil des Magens durch das Zwerchfell nach oben in den Brustraum (wie z. B. bei einer Hernie des Zwerchfells). In dieser krankhaften Situation kann der untere Verschluss der Speiseröhre nicht mehr durch das Zwerchfell unterstützt werden. Dadurch kann es zum Reflux, also dem Zurückfließen von Mageninhalt in die Speiseröhre, kommen. Dies kann unter anderem zu Refluxösophagitis (Sodbrennen) führen. Allerdings sind auch bei dieser Form 90 % der Betroffenen beschwerdefrei und benötigen keine weitere Therapie.
Die Häufigkeit von Gleithernien nimmt mit dem Alter zu, mehr als die Hälfte der über Fünfzigjährigen sind betroffen.

### Paraösophageale Hiatushernie
Die paraösophageale Hiatushernie (siehe Abbildung, Buchstabe D) zeichnet sich aus durch die anatomisch korrekte Lage des unteren Ösophagussphinkters (Schließmuskel der Speiseröhre) und dessen uneingeschränkte Funktion. Ein Teil des Magens schiebt sich jedoch von unten in den Brustraum. In der äußersten Form dieser Hiatushernie kann auch der ganze Magen oberhalb des Zwerchfells liegen (Upside-Down-Stomach oder Thoraxmagen).
Im klinischen Verlauf beginnt die paraösophageale Hiatushernie mit einem asymptomatischen Stadium. Es folgt das unkomplizierte Stadium, mit Aufstoßen und Druckgefühl in der Herzgegend. Diese Symptome treten vor allem nach der Nahrungsaufnahme auf. Danach kommt es zum Komplikationsstadium mit Passagestörungen, Inkarzerationen, Geschwüren und Blutarmut infolge chronischer Blutungen.
Weiter gibt es noch verschiedene Formen gemischter Hernien. Überhaupt wird die Bildung von Hiatushernien begünstigt durch Bewegungsmangel und Übergewicht.
Als seltene Komplikation kann es zu einem Magenvolvulus kommen.

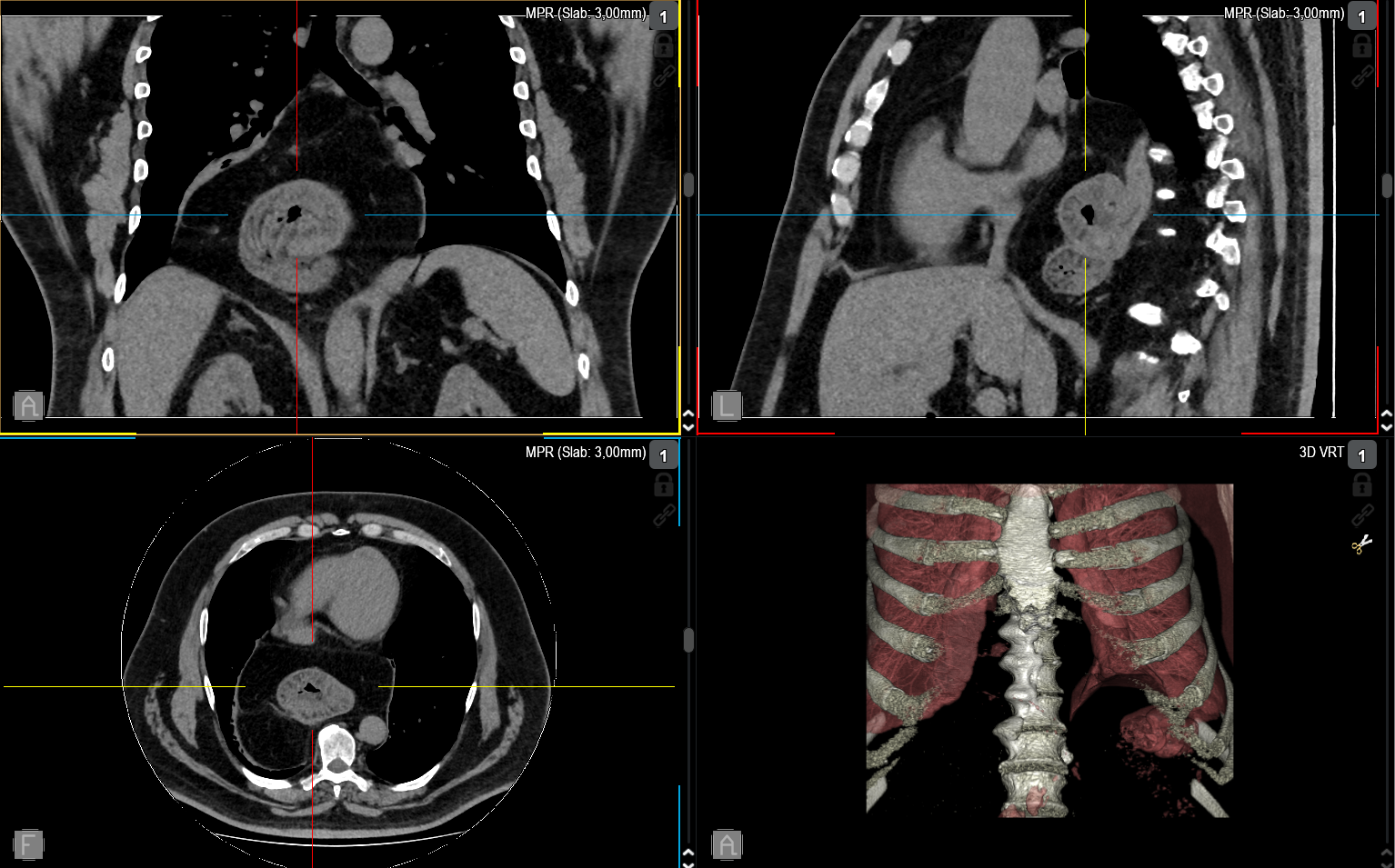
MPR eines CTs einer Hiatushernie (im VR nicht sichtbar)

## Therapie
Das Sodbrennen wird häufig durch Protonenpumpenhemmer medikamentös bekämpft.
Die verschiedenen Formen dieser Hernie kann man heilend (kurativ) operativ behandeln. Die Operationen erfolgen nach zwei Methodenprinzipien:
1. die (partielle oder vollständige) Fundoplikatio, die Bildung einer Magenmanschette um den Mageneingang herum. Relativ risiko- und komplikationsarm erfolgt sie minimal-invasiv als laparoskopische Fundoplicatio.
2. die Gastropexie. Sie besteht in einer Verlagerung des Magens in eine normale Stellung (Reposition) und Anheftung (Fixation) des Magens an die vordere Bauchwand.

Unter Umständen werden beide Operationsprinzipien zugleich angewendet.